# Удовиченко Вікторія Віталіївна
Вікторія Віталіївна Удовиченко (нар. 28 липня 1978) — український фізико-географ, доктор географічних наук, з 2010 року доцент Київського національного університету імені Тараса Шевченка.

## Біографія
Народилась 28 липня 1978 року в Сумах. Закінчила 2000 року природничо-географічний факультет Сумського державного педагогічного університету імені А.С. Макаренка, 2003 року аспірантуру Київського національного університету умені Тараса Шевченка. Від 2003 року в університеті на посаді молодшого наукового співробітника науково-дослідної лабораторії "Ландшафтної екології та аерокосмічного моніторингу навколишнього середовища" географічного факультету, з 2005 року - асистент, з 2010 року - доцент кафедри географії України. Кандидатська дисертація зі спеціальності 11.00.11 - Конструктивна географія та раціональне використання природних ресурсів на тему «Ландшафтно-екологічний аналіз природокористування (на прикладі території Сумської області)» захищена у 2004 році. Докторська дисертація зі спеціальності 11.00.11 - Конструктивна географія та раціональне використання природних ресурсів на тему «Конструктивно-географічні засади регіонального ландшафтного планування: теорія, методологія, практика (на прикладі Лівобережної полісько-лісостепової частини території України» захищена 2018 року. Автор більше як 100 публікацій, у тому числі статей у SCOPUS (https://www.scopus.com/authid/detail.uri?authorId=57224880931) та WoS (https://publons.com/researcher/2176048/viktoriia-vitaliivna-udovychenko/), підручників (у т.ч. англомовного: https://www.researchgate.net/publication/358002932_Geography), навчальних посібників, навчально-методичних комплексів, силабусів, карт атласів, наукових статей тощо.
Сфера наукових досліджень: теоретико-методологічні положення та методичні прийоми конструктивної географії, ландшафтного планування, ландшафтно-екологічного аналізу з використанням ландшафтно-екологічного підходу до вивчення актуальних геосистем, їх компонентів і властивостей, проблеми взаємодії з ними людини, які реалізуються через конкретні соціально та природно обумовлені види природокористування; дослідження з дидактики, методики і технології навчання у вищих навчальних закладах, науково-методичні засади організації навчального процесу.
З 1999 року член ГО "Українське географічне товариство", з 2021 року - вчений секретар Товариства. Учасниця Міжнародних географічних конгресів від України в Тунісі (2008), Кельні (Німеччина; 2012) та дистанційно в Пекіні (Китай; 2016), Стамбулі (2021).

## Наукові праці
Автор та співавтор понад 100 наукових праць. Основні праці:
- Сумська область: Географічний атлас: Моя мала Батьківщина (тематичні карти). — К., 2006.
- Фізична географія материків та океанів: Навчально-методичний комплекс. — Суми, 2007.
- Методи комплексних географічних досліджень: Навчально-методичний комплекс. — Суми, 2008.
- Фізична географія материків та океанів.
  - Азія: Підручник. — К., 2009 (у співавторстві).
  - Європа: Підручник. — К., 2010 (у співавторстві).
  - Африка: Підручник. — К., 2016 (у співавторстві).

Регіональне ландшафтне планування: теорія, методологія, практика: Монографія. https://www.researchgate.net/publication/332471219_Regionalne_landsaftne_planuvanna_teoria_metodologia_praktika — Київ: Прінт-Сервіс, 2017.